# 생방송 KBC 투데이
《생방송 KBC 투데이》는 kbc의 저녁 시간대 프로그램이다.

## 기획 의도
- 한 주간의 정보를 발 빠르게 취재해 전달하는 정보 매거진 프로그램이다.

## 진행자
- 빼어날 수 (남)

## 같이 보기
- 생방송 투데이